# راهول شارما (لاعب كريكت هندي)
راهول شارما (14 سبتمبر 1960 - ) هو لاعب كريكت هندي. شارك مع منتخب هونغ كونغ للكريكت.